# Phylloneura westermanni
Phylloneura westermanni är en trollsländeart som först beskrevs av Hagen in Selys 1860.  Phylloneura westermanni ingår i släktet Phylloneura och familjen Protoneuridae. IUCN kategoriserar arten globalt som nära hotad. Inga underarter finns listade i Catalogue of Life.